# Yulman Stadium
O Yulman Stadium é um estádio localizado em Nova Orleans, Luisiana, Estados Unidos, possui capacidade total para 30.000 pessoas, é a casa do time de futebol americano universitário Tulane Green Wave football da Universidade Tulane. O estádio foi inaugurado em 2014 em substituição ao Tulane Stadium.